# Кулиные болота
Кули́ные боло́та — заболоченная местность на Чивыркуйском перешейке, в непосредственной близости от полуострова Святой Нос, северо-западнее озера Арангатуй, в Забайкальском национальном парке.

## Описание
Кулиные болота возникли при газо-водо-грязевом вулканизме. Горячая минеральная вода поступает и по сей день из грифонов (сальз) этих вулканов. Диаметры наземных и подводных грифонов колеблются от 0,2 до 7 метров. Количество грифонов составляет примерно 120, на площади около 40 км².
До недавнего времени вблизи действующего минерального источника находился населённый пункт — село Кулиное. В связи с угрозой газового отравления при активизации вулканов жители села были вынуждены его покинуть. Одна из причин невозможности проживания в этой местности — опасность сальз для домашнего скота.